# Diogo Graf

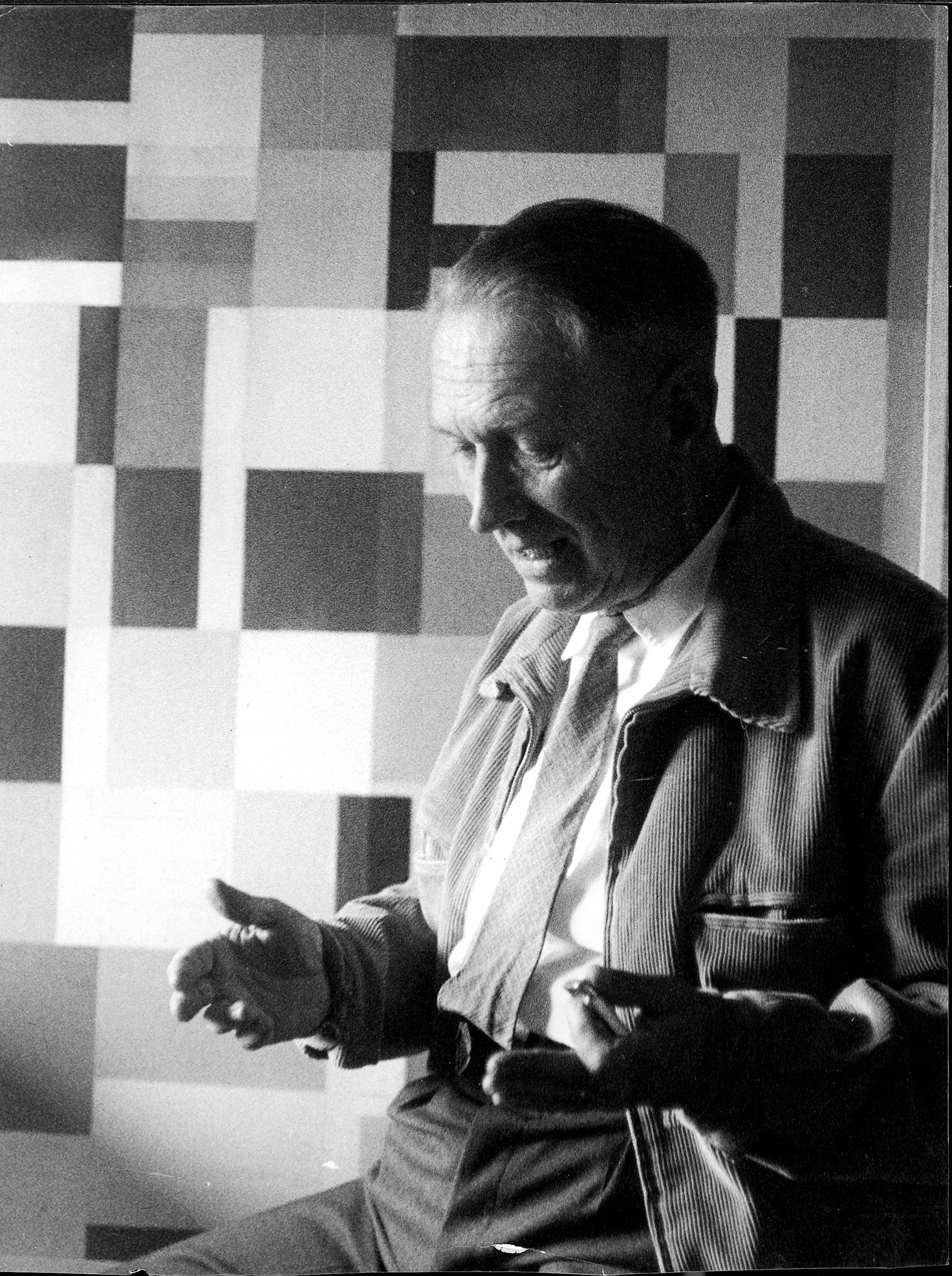
Diogo Graf, um 1958 (Fotografie von Herbert Maeder)

Diogo Graf (* 5. Oktober 1896 in Fortaleza, Ceará, Brasilien; bürgerlich von Rebstein; † 19. Dezember 1966 in St. Gallen) war ein Schweizer Maler, Kunsterzieher und Lehrer. Als früher Vertreter der abstrakten Malerei gehörte er der Künstlergruppe allianz an.

## Leben
Die als Auslandschweizer in Brasilien lebende Familie kehrte 1901 in die Schweiz zurück. Sie liess sich in Stein am Rhein nieder, wo Graf zur Schule ging. Nach der Ausbildung am Lehrerseminar von Rorschach war er Lehrer an verschiedenen st.-gallischen Orten und von 1929 bis 1961 in der Stadt St. Gallen. Als Autodidakt malte er in der Freizeit und den Ferien. Als Erwachsenenbildner unterrichtete er in Malen und Plastik. Aus der Ehe mit Nelly Kirchhofer ging eine Tochter hervor. Gegen Ende seines Lebens war Graf kurze Zeit Lehrer für Zeichnen am Gymnasium Friedberg in Gossau.

## Werk

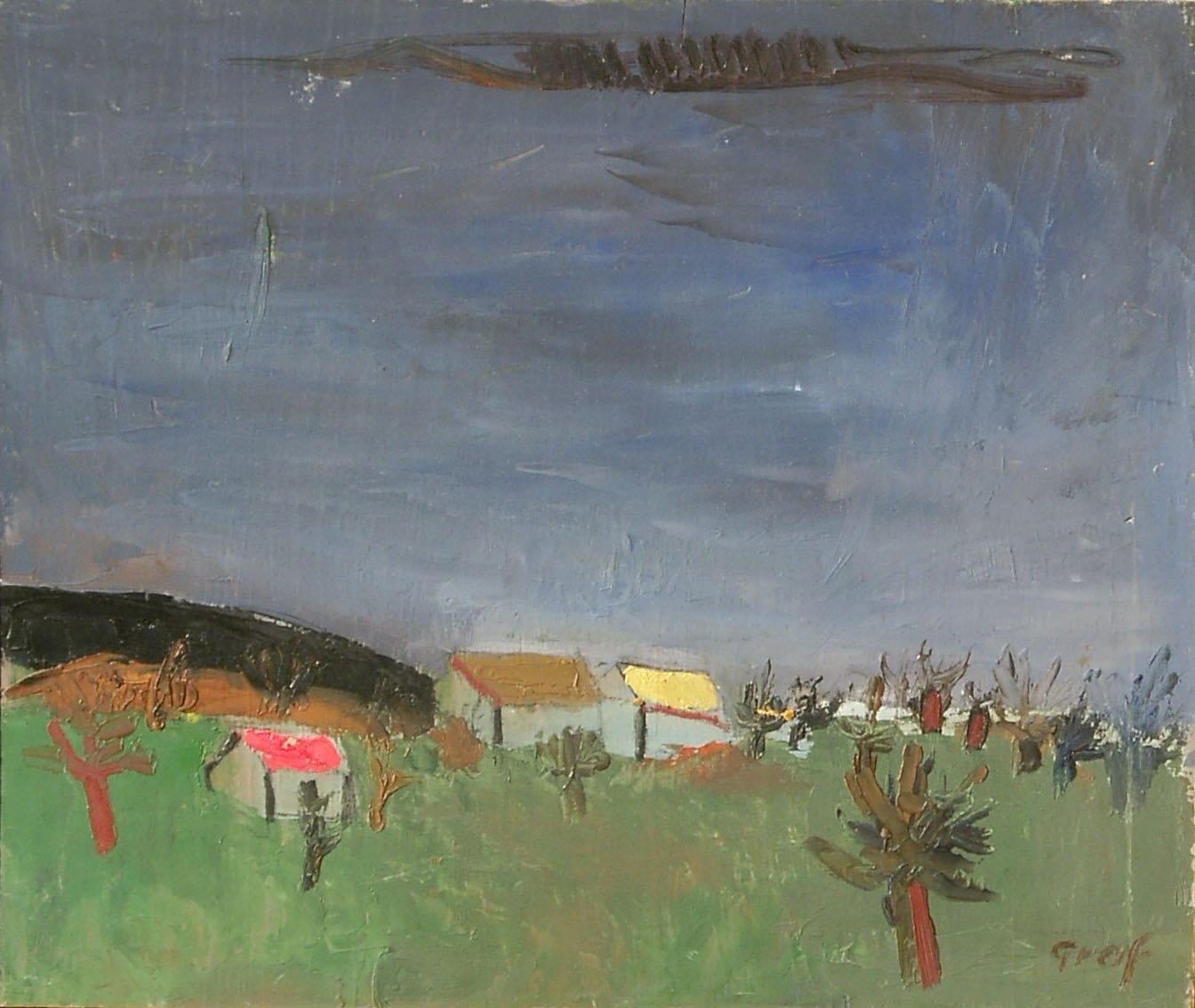
Diogo Graf: Öl auf Holz, 35 × 42 cm, 1934

Von 1929 bis 1933 bildete sich Graf bei Alfred Staerkle, Wilhelm Meier und Fritz Gilsi an der Kunstgewerbeschule in St. Gallen aus. In diesen Jahren entstanden gegenständliche Bilder und Plastiken. 1938 ging er zur abstrakten Malerei über. Die Aufnahme in die Gesellschaft der Schweizerischen Maler, Bildhauer und Architekten (GSMBA) wurde ihm mehrfach verwehrt. Von 1942 bis 1954 Mitglied der Künstlergruppe allianz, wandte er sich der tachistischen Malerei mit Berührungen der landschaftlichen Umgebung und des Bodensees zu. Die Beschäftigung mit Kinderzeichnungen hat sein Werk befruchtet. In den späten fünfziger Jahren entstanden hellfarbige geometrische Bilder. Später malte er wieder tachistisch, in Grauklängen, dann in dunkelster Färbung und schliesslich in farbiger Aufhellung auf dunklem Grund. Er arbeitete mit Spachtel und weichem Pinsel, auf Holz und auf Leinwand. Graf hat ein umfangreiches Werk geschaffen. Sein schriftlicher Nachlass und Kinderzeichnungen sind in der Kantonsbibliothek St. Gallen (Vadiana). Werke von Diogo Graf finden sich im Kunstmuseum St. Gallen und im Kunstmuseum Thurgau (Kartause Ittingen).

## Einzelausstellungen
- 1946: Galerie Gasser, Zürich.
- 1956: Heimatmuseum Rorschach, Rorschach.
- 1962: Kunstmuseum St.Gallen, St. Gallen.
- 1966: Waaghaus St.Gallen, St. Gallen (zum 70. Geburtstag).
- 1971: Kursaal Galerie, Heiden.
- 1972: Historisches Museum St.Gallen – Kunstverein St. Gallen, St. Gallen (Gedächtnisausstellung).
- 1990: Galerie Steiner, Zürich.
- 2007: Kultur im Bahnhof St.Gallen, St. Gallen.
- 2013: Atelier-Galerie St.Gallen (Bilder und Aquarelle), St. Gallen.
- 2014: Kunstverein Frauenfeld, Frauenfeld.
- 2015: BIBLION Antiquariat und Galerie, Zürich.
- 2016: Galerie Adrian Bleisch, Arbon.

## Gruppenausstellungen

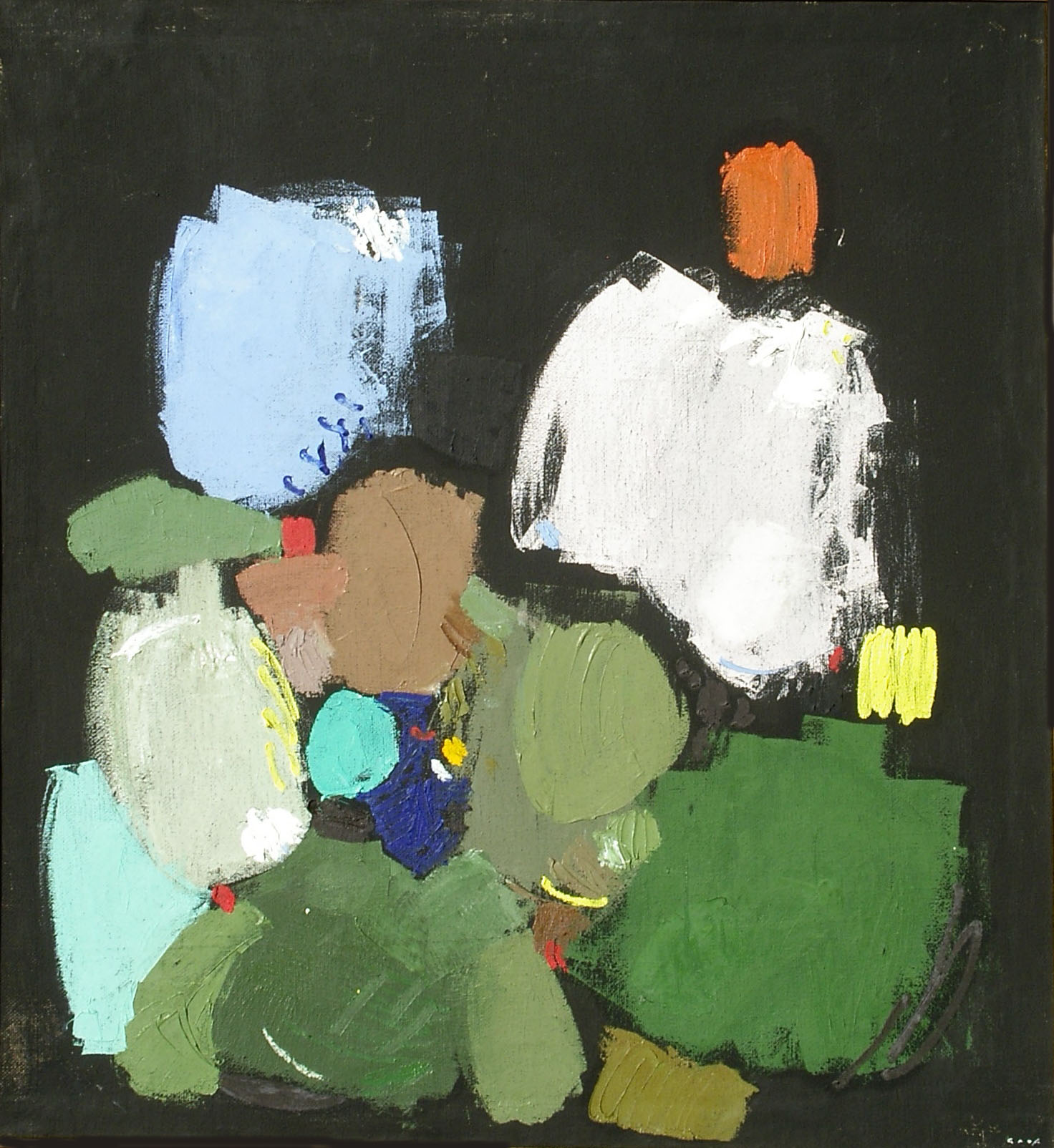
Diogo Graf: Öl auf Jute, 120 × 110 cm, 1965

- 1942, 1943, 1944: Galerie des Eaux Vives, Zürich.
- 1947: Kunstmuseum St.Gallen, St. Gallen, und Kunsthaus Zürich, Zürich (allianz).
- 1948: 3. Salon des Réalités Nouvelles, Musée des Beaux-Arts, Paris.
- 1950: 4. Salon des Réalités Nouvelles, Palais des Beaux-Arts, Paris.
- 1951: Brooklyn Museum, New York.
- 1954: Helmhaus, Zürich (allianz).
- 1958: Ungegenständliche Malerei in der Schweiz, Kunstmuseum Winterthur und Kongresshalle Berlin.
- 1993: Kunstmuseum St. Gallen – Kunstverein St. Gallen (Aufbruch – Malerei in der Ostschweiz von 1950 bis 1965).

## Schriften
- Konkrete Kunst. In: Gallusstadt 1943. St. Gallen 1942.
- Kinder malen Ornamente. St. Gallen 1943.
- (mit Karl Stieger) Gestaltendes Kinderzeichnen. Olten und Freiburg i. Br. 1958.